# تامی وایت (بازیکن فوتبال، زاده ۱۸۸۱)
تامی وایت (انگلیسی: Tommy White؛ زادهٔ ۱۲ نوامبر ۱۸۸۱) بازیکن فوتبال اهل بریتانیا است.
وی همچنین برندهٔ جوایزی همچون کمک‌هزینه گوگنهایم شده‌است.
از باشگاه‌هایی که در آن بازی کرده‌است می‌توان به باشگاه فوتبال چشام یونایتد، باشگاه فوتبال گرایس اتلتیک، باشگاه فوتبال برایتون اند هوو آلبیون، باشگاه فوتبال استوک‌پورت کانتی، باشگاه فوتبال کارلایل یونایتد، باشگاه فوتبال اکستر سیتی و باشگاه فوتبال واتفورد اشاره کرد.